# Edmund Barton
Edmund Barton ['bɑːtn], född 18 januari 1849 i Glebe utanför Sydney i Nya Sydwales, död 7 januari 1920 i Medlow Bath i Nya Sydwales, var en australisk politiker och jurist. Han blev Australiens förste premiärminister. Hans största bidrag till Australiens historia var som ledare för federationsrörelsen på 1800-talet.
Som Australiens förste premiärminister, har Barton blivit någonting av en nationell ikon. Ett berömt citat är:
| ”               | För första gången, har vi en nation för en kontinent, och en kontinent för en nation. | „ |
| – Edmund Barton |                                                                                       |   |

## Början på den politiska karriären
Barton studerade vid Sydneys universitet 1865–1870. Han arbetade på en advokatbyrå från 1868. I slutet av 1871 utnämndes han till advokat (barrister) av höga domstolen. Han arbetade som advokat under resten av 1870-talet.
År 1879 invaldes han i Nya Sydwales lagstiftande församling, var 1883–1887 dess talman och satt 1887–1889 i övre kammaren, lagstiftande rådet. Åren 1889 och 1891 var han kortare tider minister (attorney general). 
Barton ägnade sig från 1891, då han deltog i förbundskonventet i Sydney, huvudsakligen åt den australiska förbundsrörelsen, och han var en av de ledande männen på förbundskonventet 1897–98, då den första förbundsförfattningen i sina grunddrag utarbetades, samt deltog med iver i de politiska strider, som år 1900 resulterade i den federativa sammanslutningens genomförande. Barton sändes år 1900 till England som representant för Nya Sydwales vid förhandlingarna med riksregeringen om förbundsförfattningen och blev 1901 den australiska förbundsstatens förste premiärminister.

## Premiärminister och överdomare

Fotografi från 1898 föreställande den blivande förste premiärministern Edmund Barton och hans efterträdare Alfred Deakin

Edmund Bartons utnämning till Australiens förste premiärminister hade föregåtts av en dispyt i december  1900. Australiens förste generalguvernör, lord John Hopetoun, hade tänkt sig den dåvarande premiärministern för Nya Sydwales, sir William Lyne, på posten. Då denne när allt kommer omkring under de föregående åren varit motståndare till den australiska förbundsstaten, ledde nomineringen till massiva protester. Den 24 december tillfrågade lord John Hopetoun slutligen Edmund Barton, såsom ledare för förbundsförespråkarna, om att bilda regering. Redan dagen efter kunde Barton presentera sitt första ministär.
Detta första kabinett skulle utgöra grunden för uppbyggnaden av en funktionsduglig förvaltning samt förbereda det första parlamentsvalet, som var planerat att äga rum 29 mars 1901. Efter valet kunde Edmund Bartons Protectionist Party bilda regering tillsammans med Australian Labor Party (ALP) och så kunde han den 9 maj 1901 tillträda som den förste valde premiärministern. Hans andra, med endast en befattning ombildade, kabinettet tog itu med vidare prioriteringar med den finansiella och juridiska uppbyggnaden av förbundsförvaltningen.
Av de tillhopa 95 lagar, vilka antogs under Regeringen Barton, kan följande nämnas:
- Federal Immigration Restriction Act och Pacific Island Labourers Act (1901): Dessa bägge lagar reglerade invandringen till och uppehållstillstånd i Australien.
- Federal Public Service Act (1902): Denna lag reglerade förbundsstatens befogenheter och dess inkomstkällor.
- Commonwealth Franchise Act (1902): Med denna lag infördes rösträtt för kvinnor på federal nivå.
- Judiciary Act (1903): Grundläggande rättsliga ramvillkor jämte inrättande av High Court of Australia stadgades i denna lag.

I och med lagen om begränsning av invandring (Federal Immigration Restriction Act), som var den första lag regeringen Barton lade fram, implementerades White Australia policy. Arbetarpartiet fordrade lagstiftning som begränsade invandringen från Asien för att stödja regeringen, ehuru Barton under valkampanjen faktiskt hade lovat att genomföra White Australia Policy. Barton hävdade att "Doktrinen om jämlikhet mellan människor avsåg aldrig jämlikhet mellan engelsmän och kineser."
Barton var moderat konservativ; framskjutna liberaler i hans parti misshagades av hans avslappnade förhållningssätt till politiken. En kraftig, stilig, jovialisk man, han uppskattade långa middagar och goda viner och fick öknamnet "Toby Tosspot" (ungefär: "Sune Suput") av tidningen The Bulletin.

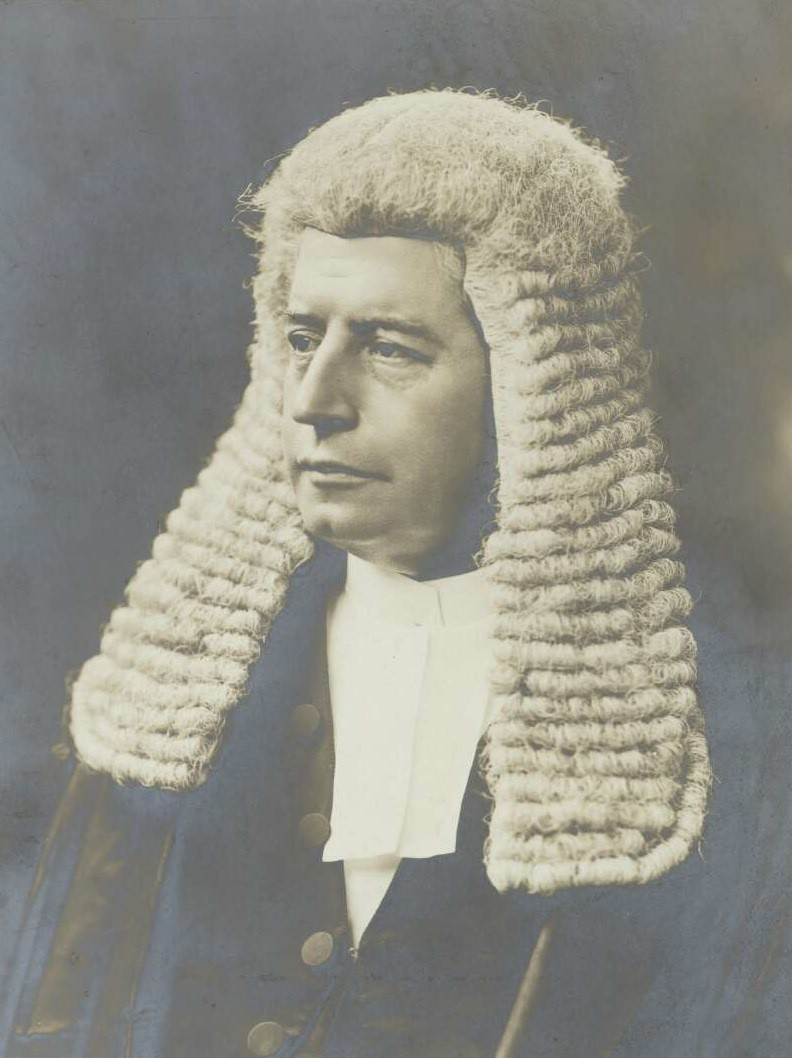
Edmund Barton i domarskrud

Större delen av 1902 tillbringade Barton i England, vartill han hade rest för att närvara vid Edvard VII:s kröning. Under besöket förhandlade han om ett avtal, vilket fastställde brittiska marinens närvaro i Sydney. Därutöver adlades han genom upptagande i Helige Mikaels- och Helige Georgsorden (Knight Grand Cross of the Order of St. Michael and St. George (GCMG)). Under tiden var Alfred Deakin hans ställföreträdare i Australien.

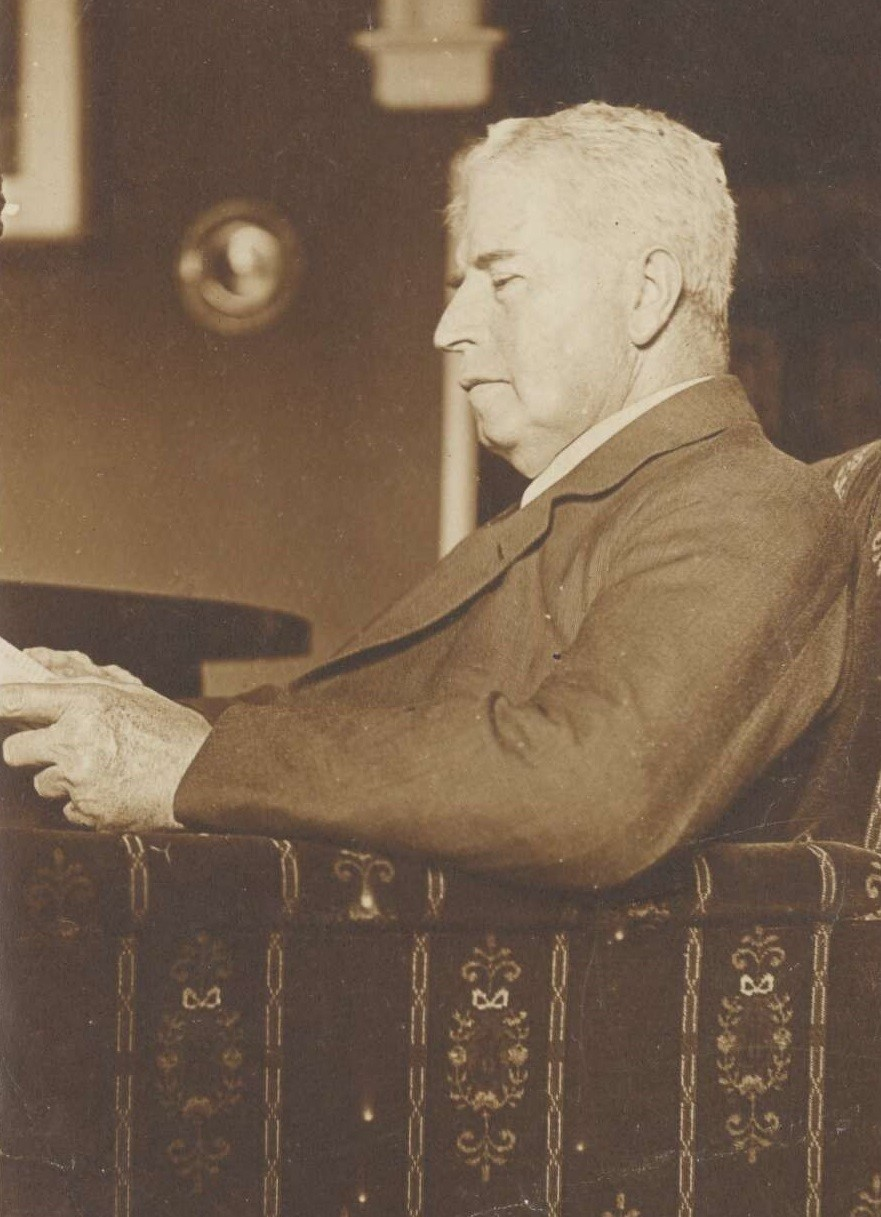
Barton vid 65 års ålder

Kanppt en månad efter att Judiciary Act hade trätt i kraft avgick Edmund Barton som premiärminister 24 september 1903, för att kunna tillträda som domare i High Court of Australia.
Ämbetet som domare i Australiens högsta domstol utövade Barton till sitt frånfälle. 
Han avled 7 januari 1920 under sin semestervistelse i Medlow Beach i Nya Sydwales, av en hjärtattack. Barton ansågs vara en god och "skrupulöst oväldig" domare och förde samma måttligt konservativa hållning som han hade haft som politiker. Tillsammans med kollegorna Griffith och O'Connor, strävade han efter att bevara delstaternas autonomi och utarbetade doktrinen implied immunity of instrumentalities, som förhindrade delstaterna att beskatta federala tjänstemän och även förhindrade samväldet att avgöra i industriella tvister inom delstaternas järnvägar. De gjorde även en inskränkt tolkning av den federala statsmaktens befogenheter i kommersiella och industriella frågor. Efter 1906 råkade Barton allt oftare i konflikt med Isaac Isaacs and H.B. Higgins, två framstående liberaler som Deakins utnämnt till domare i högsta domstolen.

## Frimureri
Nästan en tredjedel av ledamöterna i det första parlamentet var frimurare. Barton var medlem i Australia Lodge of Harmony No. 556, i vilken han initierades 3 mars 1878. Den 9 juni 1880 utsågs hans till logens Senior Deacon. Denna loge blev 1888 nummer 5 i Nya Sydwales förenade storloge. 